# Pterolobium hexapetalum
Pterolobium hexapetalum är en ärtväxtart som först beskrevs av Albrecht Wilhelm Roth, och fick sitt nu gällande namn av Hermenegild Santapau och Wagh. Pterolobium hexapetalum ingår i släktet Pterolobium och familjen ärtväxter. Inga underarter finns listade i Catalogue of Life.

## Bildgalleri

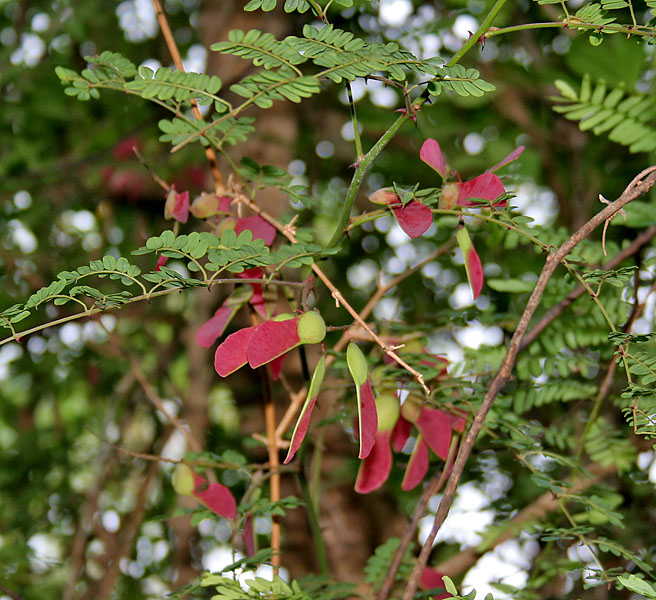